# Лысенко, Николай Калистратович
Никола́й Калистра́тович Лысе́нко (9 декабря 1916, Голубовка, Екатеринославская губерния — 26 марта 1984, Днепропетровск) — полковник Советской Армии, участник Великой Отечественной войны, Герой Советского Союза (1944).

## Биография
Николай Лысенко родился 9 декабря 1916 года в селе Голубовка (ныне — Новомосковский район Днепропетровской области Украины). Окончил два курса Днепропетровского металлургического института, после чего работал начальником отдела кадров Днепропетровского коксохимического завода. Занимался в аэроклубе. В 1935 году Лысенко был призван на службу в Рабоче-крестьянскую Красную Армию. В 1936 году он окончил Пермскую военную авиационную школу пилотов. С июня 1941 года — на фронтах Великой Отечественной войны.
Начал войну у западных границ СССР комиссаром авиационной эскадрильи скоростных бомбардировщиков. Воевал на Ленинградском фронте, к марту 1943 года подполковник Николай Лысенко командовал 218-м штурмовым авиаполком 299-й штурмовой авиадивизии 5-й воздушной армии Брянского фронта. К тому времени он совершил 115 боевых вылетов на штурмовку скоплений боевой техники и живой силы противника, его важных объектов, нанеся ему большие потери.
Указом Президиума Верховного Совета СССР от 26 октября 1944 года за «образцовое выполнение заданий командования и проявленные при этом мужество и героизм» подполковник Николай Лысенко был удостоен высокого звания Героя Советского Союза с вручением ордена Ленина и медали «Золотая Звезда» за номером 3074.
После окончания войны Лысенко продолжил службу в Советской Армии. В 1950 году он окончил курсы усовершенствования офицерского состава. В 1954 год в звании полковника Лысенко был уволен в запас. Проживал в Днепропетровске. Скончался 26 марта 1984 года.  Похоронен на Сурско-Литовском кладбище Днепропетровска.
Был награждён двумя орденами Ленина, тремя орденами Красного Знамени, орденами Суворова 3-й степени, Отечественной войны 1-й степени и Красной Звезды, рядом медалей, в том числе иностранных.